# Tournon (Savoia)
Tournon és un municipi francès, al departament de Savoia i a la regió d'Alvèrnia-Roine-Alps. L'any 2007 tenia 556 habitants.

## Demografia

### Població
El 2007 la població de fet de Tournon era de 556 persones. Hi havia 205 famílies de les quals 44 eren unipersonals (22 homes vivint sols i 22 dones vivint soles), 70 parelles sense fills, 78 parelles amb fills i 13 famílies monoparentals amb fills.
La població ha evolucionat segons el següent gràfic:

### Habitatges
El 2007 hi havia 225 habitatges, 211 eren l'habitatge principal de la família, 9 eren segones residències i 5 estaven desocupats. 202 eren cases i 22 eren apartaments. Dels 211 habitatges principals, 174 estaven ocupats pels seus propietaris, 33 estaven llogats i ocupats pels llogaters i 4 estaven cedits a títol gratuït; 11 tenien dues cambres, 14 en tenien tres, 63 en tenien quatre i 122 en tenien cinc o més. 198 habitatges disposaven pel capbaix d'una plaça de pàrquing. A 79 habitatges hi havia un automòbil i a 119 n'hi havia dos o més.

### Piràmide de població
La piràmide de població per edats i sexe el 2009 era:
| Homes | Edats   | Dones |
| ----- | ------- | ----- |
| 0     | 95 o +  | 0     |
| 0     | 90 a 94 | 4     |
| 4     | 85 a 89 | 0     |
| 4     | 80 a 84 | 4     |
| 4     | 75 a 79 | 12    |
| 12    | 70 a 74 | 4     |
| 0     | 65 a 69 | 16    |
| 16    | 60 a 64 | 0     |
| 4     | 55 a 59 | 16    |
| 20    | 50 a 54 | 12    |
| 16    | 45 a 49 | 12    |
| 20    | 40 a 44 | 16    |
| 28    | 35 a 39 | 28    |
| 8     | 30 a 34 | 8     |
| 16    | 25 a 29 | 0     |
| 8     | 20 a 24 | 16    |
| 12    | 15 a 19 | 20    |
| 12    | 10 a 14 | 8     |
| 20    | 5 a 9   | 20    |
| 4     | 0 a 4   | 4     |

## Economia
El 2007 la població en edat de treballar era de 351 persones, 269 eren actives i 82 eren inactives. De les 269 persones actives 262 estaven ocupades (146 homes i 116 dones) i 6 estaven aturades (2 homes i 4 dones). De les 82 persones inactives 22 estaven jubilades, 28 estaven estudiant i 32 estaven classificades com a «altres inactius».

### Ingressos
El 2009 a Tournon hi havia 213 unitats fiscals que integraven 587,5 persones, la mediana anual d'ingressos fiscals per persona era de 18.813 €.

### Activitats econòmiques
Dels 69 establiments que hi havia el 2007, 2 eren d'empreses de fabricació d'altres productes industrials, 8 d'empreses de construcció, 28 d'empreses de comerç i reparació d'automòbils, 8 d'empreses de transport, 7 d'empreses d'hostatgeria i restauració, 2 d'empreses financeres, 1 d'una empresa immobiliària, 6 d'empreses de serveis, 4 d'entitats de l'administració pública i 3 d'empreses classificades com a «altres activitats de serveis».
Dels 15 establiments de servei als particulars que hi havia el 2009, 5 eren tallers de reparació d'automòbils i de material agrícola, 1 paleta, 3 guixaires pintors, 2 fusteries, 3 restaurants i 1 tintoreria.
Dels 10 establiments comercials que hi havia el 2009, 1 era un supermercat, 1 una gran superfície de material de bricolatge, 1 una botiga d'equipament de la llar, 3 botigues de mobles, 1 una botiga de material de revestiment de parets i terra, 2 drogueries i 1 una floristeria.
L'any 2000 a Tournon hi havia 13 explotacions agrícoles que ocupaven un total de 96 hectàrees.

## Equipaments sanitaris i escolars
El 2009 hi havia una escola elemental integrada dins d'un grup escolar amb les comunes properes formant una escola dispersa.

## Poblacions més properes
El següent diagrama mostra les poblacions més properes.